# Hickory Hiram
Pour plus de détails, voir Fiche technique et Distribution.
Hickory Hiram est une comédie muette sortie le 8 avril 1918. Le film est réalisé par Edwin Frazee et est le deuxième film avec Arthur Stanley Jefferson, plus connu sous le nom de Stan Laurel.

## Fiche technique
- Titre original : Hickory Hiram
- Réalisation et scénario : Edwin Frazee
- Producteur : Carl Laemmle
- Société de production : Nestor Film Company
- Société de distribution :  The Universal Film Manufacturing Company
- Langue : anglais
- Format : court métrage, 1,37:1
- Genre :  Cinéma muet
- Date de sortie : 8 avril 1918

## Distribution
- Stan Laurel : Hickory Hiram
- Teddy Sampson : Trixie
- Neal Burns : Neal
- Bartine Burkett